# Winton (Califórnia)
Winton é uma Região censo-designada localizada no estado americano da Califórnia, no Condado de Merced.

## Demografia
Segundo o censo americano de 2000, a sua população era de 8832 habitantes.

## Geografia
De acordo com o United States Census Bureau tem uma área de 7,4 km², dos quais 7,4 km² cobertos por terra e 0,0 km² cobertos por água. Winton localiza-se a aproximadamente 61 m acima do nível do mar.

## Localidades na vizinhança
O diagrama seguinte representa as localidades num raio de 24 km ao redor de Winton.